# .tokyo

شعار نطاق طوكيو

اسم النطاق tokyo هو نطاق المستوى الأعلى (TLD) لمدينة طوكيو في نظام أسماء النطاقات في الإنترنت. في 13 نوفمبر 2013، دخلت آيكان وإنترلينك في إتفاق تسجيل نطاق بموجبه تشغل إنترلينك  tokyo TLD.

## روابط إضافية
- الموقع الرسمي
 (نسخة باللغة الإنجليزية)
- IANA .tokyo whois information
- .tokyo whois